# Nikita Polyakov
Nikita Polyakov (Никита Поляков), (ur. 16 maja 1986) – uzbecki pływak, uczestnik igrzysk olimpijskich w Atenach.

## Występy na igrzyskach olimpijskich
Nikita Polyakov do tej pory wystąpił tylko raz na igrzyskach olimpijskich w Atenach. Wziął udział w rywalizacji pływaków, na dystansie 400 m stylem zmiennym. W eliminacjach uzyskał czas 5:09,76 m, co dało mu 4. miejsce w swoim wyścigu. Nie awansował do dalszej rywalizacji. Został sklasyfikowany łącznie na 36 miejscu.